# نورمان بارك
نورمان بارك (مواليد 22 ديسمبر 1986) هو مُقاتل فنون قتالية مختلطة أيرلندي شمالي.

## وصلات خارجية
- نورمان بارك على موقع يو إف سي (الإنجليزية)
- نورمان بارك على موقع شيردوغ (الإنجليزية)
- نورمان بارك على موقع Tapology.com (الإنجليزية)
- نورمان بارك على موقع IMDb (الإنجليزية)